# Aniceto Ruiz Castillejo
Aniceto Ruiz Castillejo (Tudela, c. 1894-Tudela, 1971) fue un político y médico español.

## Biografía
Navarro de origen, era médico de profesión. Vinculado al Movimiento Español Sindicalista a través del coronel Emilio Rodríguez Tarduchy, Ruiz Castillejo lograría organizar un núcleo fascista en Tudela y con posterioridad pasaría a las filas de Falange. En 1935 le fue ofrecida la jefatura provincial de Falange en Navarra, si bien la rechazó.
Tras el estallido de la Guerra civil y llegó a fungir como alcalde de Tudela por un corto periodo. También llegó a ejercer como jefe provincial de Falange en Guipúzcoa. Cuando en abril de 1937 se produjo la promulgación del Decreto de Unificación en la zona sublevada, Ruiz Castillejo se mantuvo fiel a Manuel Hedilla y terminaría siendo detenido por las autoridades. Fue juzgado en consejo de guerra junto a otros falangistas «rebeldes» y condenado a muerte, si bien la pena le sería conmutada.
Algún tiempo después fue «perdonado» por el régimen y puesto en libertad.
Ejerció como jefe provincial de FET y de las JONS en Zaragoza. Hacia 1941-1942 mantuvo —en el contexto de la rivalidad entre Iglesia y FET y de las JONS por la movilización e ideologización de la población— fuertes tensiones con el arzobispo Rigoberto Doménech Valls. Sería sucedido como jefe provincial por Eduardo Baeza Alegría. En 1944 fue nombrado gobernador civil de la provincia de Teruel, cargo que ejerció hasta agosto de 1946. Durante estos años también ejerció como procurador en las Cortes franquistas y miembro del Consejo Nacional de FET y de las JONS.
Falleció en Tudela el 3 de noviembre de 1971, a los 77 años de edad.